# Nae-an-ui geunom
Naeanui geunom (내안의 그놈?), noto anche con il titolo internazionale The Dude in Me, è un film del 2019 scritto e diretto da Kang Hyo-jin.

## Trama
Kim Dong-hyun è uno studente delle superiori vittima di bullismo, mentre Jang Pan-soo è un temuto gangster; dopo essersi entrambi svegliati in ospedale, si ritrovano l'uno nel corpo dell'altro.